# Metapone sauteri
Metapone sauteri är en myrart som beskrevs av Auguste-Henri Forel 1912. Metapone sauteri ingår i släktet Metapone och familjen myror. Inga underarter finns listade i Catalogue of Life.